# Angostura taubertiana
Angostura taubertiana är en vinruteväxtart som beskrevs av C.T. Rizzini. Angostura taubertiana ingår i släktet Angostura och familjen vinruteväxter. Inga underarter finns listade i Catalogue of Life.